# 蘇照彬
蘇照彬（1970年—），台灣電影編劇和導演，國立交通大學研究所畢業。其編劇作品曾獲得入圍金馬獎、香港電影金像獎等多項影展肯定。而後嘗試執導電影，第二部執導的劇情長片《詭絲》不但在金馬獎入圍五項獎項，台灣票房表現亦為當年台產電影之冠。

## 經歷
1994年從交通大學傳播科技研究所（現更名為傳播研究所）畢業，並於經濟部工業局擔任HDTV高畫質電視計畫人機互動小組工程師、
還擔任過工研院電腦與通訊研究所研究員及程式設計師，也曾任MTV台特約創意人員。

2010年榮獲第17屆香港電影評論學會大獎最佳導演獎。

## 電影作品
| 年份       | 電影                   | 職務 | 職務 | 職務 | 備註 |
| 年份       | 電影                   | 導演 | 編劇 | 監製 | 備註 |
| ---------- | ---------------------- | ---- | ---- | ---- | --- |
| 1999       | 想死趁現在             |      | 是   |      | 由陳以文執導 - 與陳以文合編 |
| 2000       | 運轉手之戀             |      | 是   |      | 由陳以文、張華坤執導 - 2000年 第37屆金馬獎最佳男配角獎、評審團大獎 - 同屆金馬獎尚有最佳劇情片、最佳女配角、最佳原著劇本入圍 - 蘇照彬在此片曾扮演“迎娶小妹的化工博士”                          |
| 2001       | 愛情靈藥               | 是   | 是   |      | 由陳國富監製 |
| 2002       | 台北晚九朝五           |      |      | 是   | 由戴立忍執導，並由成英姝為編劇[a] - 蘇照彬在此片的職務為“執行監製”和“故事”[b] |
| 2002       | 三更之回家             |      | 是   |      | 由陳可辛執導 - 與許月珍、鄒凱光、陳德森合編 - 2003年第22屆香港電影金像獎最佳新演員獎(原麗淇) - 同屆香港電影金像獎尚獲最佳電影、最佳導演、最佳編劇等十一項提名                                 |
| 2002       | 雙瞳                   |      | 是   | 是   | 由陳國富執導 - 與陳國富合編 - 第22屆香港電影金像獎最佳編劇入圍 |
| 2002       | 三更 (電影) 之〈回家〉 |      | 是   |      | 蘇照彬與陳德森聯合編劇 - 陳可辛指導 |
| 2004       | 詭絲                   | 是   | 是   |      | 原名為「絲」，並獲得中華民國行政院新聞局九十三年度優良電影劇本 後改名《詭絲》拍攝上映 - 獲得第43屆金馬獎最佳視覺效果獎 - 入圍同屆金馬獎最佳劇情片、最佳導演、最佳原著作劇本、最佳原創電影音樂 |
| 2009       | 遺落的玻璃珠           |      |      | 是   | 與黃志明聯合監製 - 導 演－賴俊羽 - 編 劇－李佳穎 - 入圍台北電影獎 |
| 2010       | 劍雨                   | 是   | 是   |      | - 獲第17屆香港電影評論學會大獎最佳導演獎 |
| 2012       | 四分人                 |      |      | 是   | 蘇照彬為製作人 - 賴俊羽執導 - 李佳穎編劇 |
| 2013       | 愛情無全順             |      | 是   | 是   | 由賴俊羽執導 - 與黃志明聯合監製 - 與李佳穎合編 |
| 2014、2015 | 太平輪 (電影) 上、下   |      | 是   |      | 擔任聯合編劇之一 |
| 2016       | 泡沫之夏               |      |      | 是   | 由賴俊羽執導 - 與黃志明聯合監製 - 李佳穎編 |
| 2017       | 夏天19歲的肖像         |      |      | 是   | 張榮吉首部進軍大陸市場電影 - 與黃志明聯合監製 - 李佳穎編 |

## 網路劇作品
- 《西出玉門》擔任總導演及編劇，改編自尾魚同名小說。

## 劇本作品
- 「穿隧」獲得中華民國行政院新聞局九十二年度優良電影劇本。此劇本現暫未改編為影視作品。[10]
- 「月球暗面」獲得中華民國九十四年度國產電影長片輔導金新臺幣一千五百萬元。有傳出多次的拍攝開機新聞，不過至今仍未有上映消息。[11]

## 廣告
- 京都念慈庵川貝枇杷膏潤喉糖

## 外部連結
- 臺灣電影網：蘇照彬
- 台灣電影筆記：蘇照彬
- 放映週報：不是鬼片，是《詭絲》─蘇照彬、陳柏霖、張鈞甯、林嘉欣專訪
- 【專訪：蘇照彬】只有自畫像的導演
- 不重要事件選集(蘇照彬的部落格) （页面存档备份，存于）
- 他是最被低估的华语编剧，30岁就写出《双瞳》！ （页面存档备份，存于）
- 蘇照彬在互联网电影资料库（IMDb）上的資料（英文）
- 在AllMovie上蘇照彬的頁面（英文）
- 蘇照彬在香港影庫上的簡介
- 蘇照彬在豆瓣上的资料（简体中文）
- 蘇照彬在时光网上的簡介（简体中文）